# Steiri

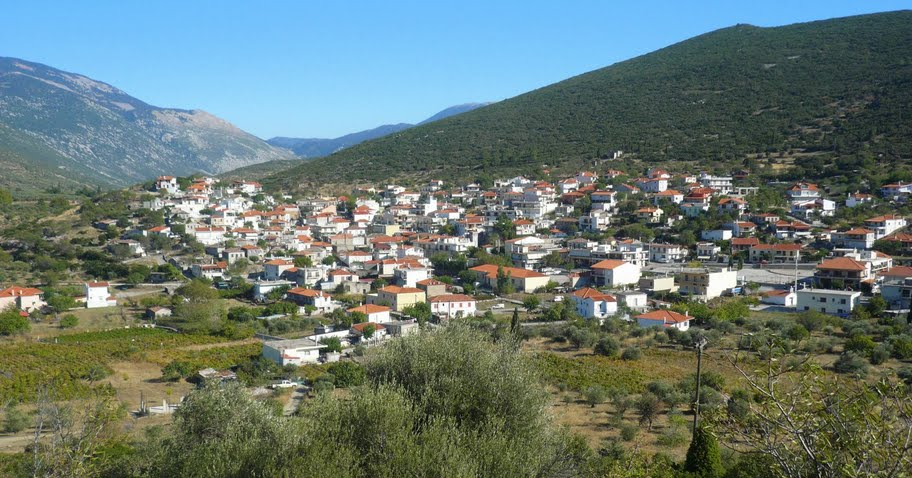
Steiri

Steiri  este un oraș în Grecia în prefectura Boeotia.